# Argyropée
En alchimie, l'argyropée (du grec ancien ἄργυρος / árguros, « argent », et ποιέω / poiéô, « faire » ; en latin argyropoeia) est l'art de faire de l'argent par transmutation à partir d'un métal moins précieux.
Les alchimistes dénombrent sept métaux dits purs. Parmi eux, l'or et l'argent sont désignés comme métaux parfaits. À chacun des métaux purs est associée une planète. C'est pourquoi l'argent est appelé « matière de Lune »,.

## Textes antiques et médiévaux traitant de l'argyropée
- Pseudo-Démocrite, Argyropée[3].
- Michel Scot, Ars alchimie (XIIIe siècle)[2].
- Gaston de Claves (Gaston Le Doux)[4], Apologia Chrysopoeiae et Argyropoeiae adversus Thomam Erastum[5] (1590).